# Chino Valley (Arizona)
Chino Valley es un pueblo ubicado en el condado de Yavapai en el estado estadounidense de Arizona. En el Censo de 2010 tenía una población de 10 817 habitantes y una densidad poblacional de 65,84 personas por km².

## Historia
Fue la primera capital del Territorio de Arizona en 1863, hasta su traslado a Prescott al año siguiente.

## Geografía
Chino Valley se encuentra ubicado en las coordenadas 34°44′24″N 112°24′22″O / 34.74000, -112.40611. Según la Oficina del Censo de los Estados Unidos, Chino Valley tiene una superficie total de 164.29 km², de la cual 164.13 km² corresponden a tierra firme y (0.1%) 0.16 km² es agua.

## Demografía
Según el censo de 2010, había 10.817 personas residiendo en Chino Valley. La densidad de población era de 65,84 hab./km². De los 10.817 habitantes, Chino Valley estaba compuesto por el 88.65% blancos, el 0.47% eran afroamericanos, el 0.92% eran amerindios, el 0.5% eran asiáticos, el 0.04% eran isleños del Pacífico, el 6.74% eran de otras razas y el 2.68% pertenecían a dos o más razas. Del total de la población el 15.03% eran hispanos o latinos de cualquier raza.